# Herta Gotthelf
Herta Gotthelf (* 6. Juni 1902 in Breslau; † 13. Mai 1963 in Alf/Mosel) war eine deutsche Politikerin (SPD). Gotthelf war vor 1933 Redakteurin der SPD-Frauenzeitschrift Genossin, nach 1945 bei Kurt Schumacher Mitglied im Büro Dr. Schumacher, im SPD-Parteivorstand, leitete das Frauensekretariat der Partei und war verantwortlich für die SPD-Frauenzeitschrift Gleichheit. Organ der arbeitenden Frau.

## Leben
Gotthelf war in ihrer Jugend in Breslau in verschiedenen Gruppen aktiv, darunter der Spartakus-Jugend. Nach ihrem SPD-Eintritt 1920 gehörte sie dementsprechend zum linken Flügel der Partei. Als Bankangestellte ging sie 1925 als Volontärin zum SPD-Parteivorstand nach Berlin und wurde dort bald Sekretärin von Marie Juchacz. 1934 floh sie nach Großbritannien, wo sie sich zuerst als Putzhilfe und Kindermädchen durchschlug. Von 1943 bis 1946 arbeitete sie für die BBC. In Großbritannien wurde sie Mitglied der von Fanny Blatny gegründeten „kleinen Fraueninternationale“.
1946 kehrte sie nach Deutschland zurück, arbeitete dort im Büro Schumacher, übernahm das zentrale Frauensekretariat der Partei und war schnell wieder verantwortliche Redakteurin der SPD-Frauenzeitschrift. Sie trug dazu bei, die internationalen Kontakte der SPD wieder aufzubauen und setzte sich politisch insbesondere für eine Reform des Abtreibungsparagraphen § 218 ein.
Sie verhalf Elisabeth Selbert 1948 zu ihrem Mandat im Parlamentarischen Rat und brachte ihr bei der Parteifrauenkonferenz in Wuppertal am 7./9. September 1948 eine Modernisierung der Gleichstellung von Mann und Frau in der Verfassung nahe. Gotthelf ihrerseits war – nach Ansicht einer Historikerin – inspiriert von der Formulierung „Mann und Frau sind gleichberechtigt“, die zur selben Zeit für die Verfassung der DDR erarbeitet wurde. Die diesbezüglichen Informationen habe sie erhalten über ihre Vernetzung mit Käthe Kern, der Vorsitzenden der bereits seit 1947 existierenden Verfassungskommission des Demokratischen Frauenbundes Deutschlands (DFD).
Die Formulierung „Männer und Frauen sind gleichberechtigt“ traf im Parlamentarischen Rat auf energischen Widerstand. Selbert konnte sie erst durchsetzen, nachdem sie mit Gotthelfs Hilfe bundesweite Proteste organisiert hatte.
1947 wurde Gotthelf erstmals zum besoldeten Mitglied des Parteivorstands gewählt, erhielt dabei die höchste Stimmenzahl der fünf besoldeten Mitglieder und wurde mehrfach wiedergewählt. Als auf dem Stuttgarter Parteitag 1958, nach einer Reform des Organisationsstatuts, der besondere Wahlgang für besoldete Mitglieder des Parteivorstands entfiel, gelangte sie, ebenso wie Fritz Heine, nicht mehr in den Vorstand.
Gotthelf verstarb im Alter von 60 Jahren an den Folgen eines Schlaganfalls.